# Rokytovce
Rokytovce es un municipio del distrito de Medzilaborce en la región de Prešov, Eslovaquia, con una población estimada a final del año 2024 de 156 habitantes.
Se encuentra ubicado al noreste de la región, cerca del río Laborec (cuenca hidrográfica del río Tisza) y de la frontera con Polonia.

## Demografía
| Año        | 1994 | 2004    | 2014    | 2024  |
| ---------- | ---- | ------- | ------- | ----- |
| Población  | 185  | 186     | 200     | 156   |
| Diferencia |      | +0,54 % | +7,52 % | −22 % |

| Año        | 2023 | 2024    |
| ---------- | ---- | ------- |
| Población  | 158  | 156     |
| Diferencia |      | −1,26 % |